# Dennis Nzioka
Denis Nzioka (Nairobi, 6 de agosto de 1985) es un activista por los derechos LGBT+ y autor keniano, centrado especialmente en las comunidades marginadas de Kenia y África. Ha sido fundamental en la formación de varias organizaciones centradas en la diversidad sexual y los derechos de las trabajadoras sexuales, a la vez que apoya la organización regional en torno a la diversidad sexual, la autonomía corporal y la libertad de expresión.

## Biografía
Nzioka nació en Nairobi, Kenia, y estudió en la Universidad de Nairobi. Se graduó con una licenciatura en Periodismo y Estudios de la Comunicación.
Fundó la agencia de noticias Denis Nzioka News Agency and Service en 2010 como agencia de medios y servicio para comunidades marginadas en Kenia. La Agencia trabaja para transformar la opinión pública y las actitudes sociales mediante reportajes de base y comentarios comunitarios.
Nzioka fue aspirante a la presidencia de Kenia en 2013. Fue pionero de Identity Kenya, así como de una aplicación de noticias en Google Play Store. Coeditó el libro My Way, Your Way or the Right Way y en 2019 publicó una antología de aliados kenianos que se pronuncian a favor de los derechos LGBTIQ, titulada Rafiki Zetu. En 2020, lanzó un archivo en línea, denominado KumbuKumbu, un repositorio abierto, en línea y gratuito de registros que documentan la historia y la cultura de las expresiones e identidades del mismo sexo en Kenia desde mediados del siglo XIX hasta la actualidad.

## Premios
Nzioka fue nombrado uno de los diez mejores tuiteros del mundo sobre sexualidad y desarrollo. Recibió el Premio Sauti 2016 por su «información equilibrada sobre temas de trabajo sexual» y, para celebrar su décimo aniversario, los Premios Feathers de Sudáfrica lo nombraron su homenajeado en África 2018. Recibió el Premio Munir Mazrui a la Trayectoria de la Coalición de Defensores y el Premio al Mejor Activista de Sexualidad y Desarrollo en los Premios Activistas de Tanzania.

## Publicaciones
- My Way, Your Way, or the Rights Way. Nairobi: Storymoja, 2011.
- Rafiki Zeru: Kenyan LGBTIQ Stories, as told, by Allies. Nairobi, 2019.